# Serena Dandini
Serena Dandini (née à Rome le 22 avril 1954) est une animatrice de télévision italienne, écrivain et auteur.

## Biographie
Serena Dandini est née à Rome en 1954. Elle a étudié à l'école Giulio Cesare et à l'Université Sapienza de Rome .
Au début des années 1980, elle collabore avec la RAI à des programmes de télévision et de radio . Elle est la créatrice sur Radio 2 de La Vie de Mae West en collaboration  avec Laura Betti.
Son talent comique s'est révélé lorsque, à la fin des années 1980, elle a cofondé l'émission satirique La TV delle ragazze qui revelé des actrices comiques comme Sabina Guzzanti.
En 1995, elle participe au  Festival de Sanremo, avec Luciano De Crescenzo, Fabio Fazio (it) et Gianni Ippoliti (it) .
À partir de 2001, elle est directrice artistique du Théâtre Ambra Jovinelli à Rome. 
Depuis  2004, elle anime son premier talk-show sur Raitre, Parla con me, conçu avec le journaliste Andrea Salerno (it).
Elle était l'animatrice de Les états généraux (Gli Stati generali), une émission de télévision satirique, qui est revenue en 2019.
Elle est l'auteur de Vieni avanti, cretina, et Sisters Don't Sleep, sur la violence sexiste.

## Œuvres
- Lorenzo et la maturité. Come secernere agli esami, con Corrado Guzzanti[pas clair], Milan, BUR senzafiltro, 2005,  (ISBN 88-17-00584-3) .
- Amo, avec Neri Marcorè, Milano, BUR senzafiltro, 2006,  (ISBN 88-17-00938-5) .
- Parla avec moi . sur DVD, Milan, BUR, 2007,  (ISBN 978-88-17-01699-5) .
- L'ottavo nano . sur 5 Dvd (version intégrale du programme), Milan, BUR, 2009,  (ISBN 978-88-17-02379-5) .
- Dai diamanti non nasce niente. Histoire de vie et de jardin , Milan, Rizzoli, 2011,  (ISBN 978-88-17-04867-5) .
- Grazie per quella volta. Confessioni di una donna difettosa, Milan, Rizzoli, 2012,  (ISBN 978-88-17-05818-6) .
- Ferite a morte, collaborazione ai testi e alle ricerche di Maura Misiti, Milan, Rizzoli, 2013,  (ISBN 978-88-17-06561-0) .
- Il futuro di una volta, Milano, Rizzoli, 2015,  (ISBN 978-88-17-07268-7) .
- Avremo semper Parigi, Passeggiate sentimentali in disordine alfabetico , Milan, Rizzoli, 2016,  (ISBN 978-88-17-09020-9) .
- Il catalogo delle donne valorose, Milan, Rizzoli, 2018,  (ISBN 978-88-0468-765-8) .
- La vasca del Führer, Turin, Einaudi, 2020,  (ISBN 978-88-06-24282-4) .